# Pterostylis hamiltonii
Pterostylis hamiltonii är en orkidéart som beskrevs av William Henry Nicholls. Pterostylis hamiltonii ingår i släktet Pterostylis och familjen orkidéer. Inga underarter finns listade i Catalogue of Life.